# 北美超级联赛
北美超級聯賽（North American SuperLiga），是北美洲地區的一項前國際足球賽事。參賽球隊包括來自墨西哥的超級聯賽和美國及加拿大的美國職業足球大聯盟球隊。賽事由中北美洲足協、美國足協、加拿大足協和墨西哥足協包括。該賽事為北美洲之間的地區性錦標賽，與中美洲地區的中美洲國際球會盃（Copa Interclubes UNCAF；已停辦）和加勒比地區的加勒比球會冠軍盃（CFU Club Championship）性質相同。
此賽事於2007年第一次舉辦，至2011年3月宣佈停辦，前後共舉行過四屆。

## 賽制
本盃賽包括分組賽及淘汰賽兩個階段，所以賽事均會於美國境內進行。首屆賽事（2007年）參賽的 8 支球隊全是獲邀出賽，當中 4 隊來自美國職業足球大聯盟，另外 4 隊來自墨西哥足球超級聯賽。到了第二屆賽事（2008年），美職聯宣佈會由2007年美國職業足球大聯盟成績最好的 4 隊參賽，但其後發現這令當屆 4 支參賽球隊賽期過於頻密（同時需要出賽2008–09年中北美洲及加勒比海聯賽冠軍盃），因而於第三屆賽事（2009年）開始，美職聯禁止任何一隊同時參加中北美洲及加勒比海聯賽冠軍盃和北美超級聯賽，取而代之的會由 4 支於聯盟排名最高而未能取得中北美洲及加勒比海聯賽冠軍盃參賽資格的球隊出賽。

## 歷屆賽事
| 球季 | 冠軍       | 比數        | 亞軍         | 決賽地點             |
| ---- | ---------- | ----------- | ------------ | -------------------- |
| 2007 | 帕丘卡     | 1–1（4–3 ） | 洛杉磯銀河   | 卡森，家得寶中心球場 |
| 2008 | 新英倫革命 | 2–2（6–5 ） | 侯斯頓戴拿模 | 福克斯堡，吉列體育場 |
| 2009 | 堤格雷斯   | 1–1（4–3 ） | 芝加哥火焰   | 橋景城，豐田公園     |
| 2010 | 莫雷利亞   | 2–1         | 新英倫革命   | 福克斯堡，吉列體育場 |

## 奪冠次數

### 按球會
| 球會         | 冠軍 | 亞軍 | 冠軍年份 | 亞軍年份 |
| ------------ | ---- | ---- | -------- | -------- |
| 新英倫革命   | 1    | 1    | 2008     | 2010     |
| 帕丘卡       | 1    | 0    | 2007     |          |
| 堤格雷斯     | 1    | 0    | 2009     |          |
| 莫雷利亞     | 1    | 0    | 2010     |          |
| 洛杉磯銀河   | 0    | 1    |          | 2007     |
| 侯斯頓戴拿模 | 0    | 1    |          | 2008     |
| 芝加哥火焰   | 0    | 1    |          | 2009     |

### 按國家
| 國家   | 冠軍 | 亞軍 |
| ------ | ---- | ---- |
| 墨西哥 | 3    | 0    |
| 美国   | 1    | 4    |

## 外部連結
- 北美超級聯賽官方網站

1. ↑  . RSSSF.   [2018年7月24日]. （原始内容存档于2018年6月28日）.